# Josef Stadler (Landrat)
Josef Stadler (* 16. Januar 1880 in Echsheim im Landkreis Aichach-Friedberg; † 22. Oktober 1946 in Rottach (Tegernsee)) war ein deutscher Landrat.

## Leben
Josef Stadler absolvierte nach dem Abitur ein Studium der Rechtswissenschaften an der Ludwig-Maximilians-Universität München, legte die erste juristische Staatsprüfung ab und durchlief den dreijährigen juristischen Vorbereitungsdienst, der ihn u. a. zum Amtsgericht München und zum Bezirksamt Miesbach führte. 1906 bestand er in München das Große juristische Staatsexamen(früher Staatskonkurs). Es folgte eine Zeit der Beschäftigung als geprüfter Rechtspraktikant bzw. Akzessist bei der Regierung von Niederbayern. Zum 1. Oktober 1912 erhielt er die Ernennung zum Bezirksamtsassessor in Altötting, wo er – 1923 zum Regierungsrat befördert –  im Oktober 1927  Bezirksamtsvorstand wurde. In diesem Amt (ab 1939 als Landrat des Landkreises Altötting) blieb er bis zum 1. Oktober 1942, als er auf Druck vorzeitig in den Ruhestand ging.